# Annalena McAfee
Annalena McAfee (geboren im November 1952 in London) ist eine britische Journalistin und Schriftstellerin.

## Leben
Annalena McAfee studierte an der University of Essex. Sie begann ihre Journalistenkarriere als Theater- und Kunstkritikerin beim London Evening Standard und arbeitete danach im Feuilleton für Kunst und Literatur der Financial Times. Ab 1999 bis 2006 leitete sie beim Guardian die Saturday Review.
McAfee gab eine Anthologie von Autorenprofilen heraus, die im Guardian erschienen waren. Außerdem wirkt sie bei Literatur- und Kunstpreisen und der Leitung von Literaturfestivals mit und war im Jahr 2003 Jurorin beim Orange Prize for Fiction.
Sie schrieb unter anderem mit Anthony Browne einige Kinderbücher. Sie erhielten 1985 für Mein Papi, nur meiner! Oder: Besucher, die zum Bleiben kamen den Deutschen Jugendliteraturpreis.
McAfee ist seit 1997 mit dem Schriftsteller Ian McEwan verheiratet und lebt in London.

## Werke
- The Spoiler. Harvill Secker, London 2011, ISBN 978-1-84655-435-3.
  - Zeilenkrieg. Übersetzung  Pociao. Diogenes, Zürich 2012, ISBN 978-3-257-06842-9.
- Hame. Alfred A. Knopf, 2017.
  - Zurück nach Fascaray. Übersetzung  Christiane Bergfeld. Diogenes, Zürich 2018, ISBN 978-3-257-07020-0.
- Nightshade. Harvill Secker, London 2020.
  - Blütenschatten. Übersetzung pociao und Roberto de Hollanda, Diogenes, Zürich, 2021, ISBN 978-3-257-07113-9.

Kinderbücher
- The Visitors Who Came to Stay. Illustrationen Anthony Browne. Walker, London 1984.
  - Mein Papi, nur meiner! Oder: Besucher, die zum Bleiben kamen. Übersetzung Abraham Teuter. Alibaba-Verlag, Frankfurt am Main 1984.
- Kirsty Knows Best. Illustrationen Anthony Browne.
  - Traumprinzessin Isabella. Übersetzung Abraham Teuter. Alibaba-Verlag, Frankfurt am Main 1987, ISBN 978-3-922723-47-9.
- The Girl Who Got to No. 1. Red Fox, London 1992.
- Dreamkidz and the Ice Cream that Conquered the World. Illustrationen Tony Ross. Dolphin, London 1998.
- Why Do Stars Come Out at Night? Illustrationen Anthony Lewis. Red Fox, London 1998.
- All the Way to the Stars. Illustrationen Anthony Lewis. Red Fox, London 1999.
- Busy Baby. Illustrationen Anthony Lewis. Red Fox, London 1999.
- Patrick's Perfect Pet. Walker, London 2002.